# Litochrus majorinus
Litochrus majorinus là một loài bọ cánh cứng trong họ Phalacridae. Loài này được Lea miêu tả khoa học năm 1932.